# Gonodactylus acutirostris
Gonodactylus acutirostris is een bidsprinkhaankreeftensoort uit de familie van de Gonodactylidae. De wetenschappelijke naam van de soort is voor het eerst geldig gepubliceerd in 1898 door de Man.